# Un chant d'amour
Un chant d'amour és una pel·lícula francesa del 1950 escrita i dirigida per l’escriptor Jean Genet. A causa del seu contingut homosexual explícit (encara que presentat artísticament), la pel·lícula de 26 minuts va estar prohibida durant molt de temps. La pel·lícula es va projectar públicament per primera vegada el 1954 amb les escenes sexualment explícites eliminades.

## Argument
La pel·lícula comença amb una mà estesa des de les reixes de la presó, fent girar un ram de flors, però mai arribant a una altra mà allargada des de les reixes de la presó adjacents. La trama està ambientada en una presó francesa, on un guàrdia de la presó té un plaer voyeurístic observant com els presoners fan actes sexuals masturbadors. A dues cel·les adjacents, hi ha un home d'aspecte algerià més gran i un condemnat d'uns vint anys tatuat. L'home gran està enamorat del més jove, es frega contra la paret i comparteix el fum de la cigarreta amb el seu estimat a través d'una palleta.
El guàrdia de la presó, aparentment gelós de la relació dels presos, entra a la cel·la del condemnat gran i li pega. Després d'això, el reclús s'endinsa en una fantasia on ell i el seu objecte de desig recorren el camp. A l'escena final, queda clar que el poder del guàrdia no s'ajusta a la intensitat d'atracció entre els presoners, tot i que la seva relació no està consumada. El guàrdia de la presó fa que el pres gran xucle la seva arma de manera sexual. El guàrdia es converteix, doncs, en un reflex distorsionat de l'amor dels presoners. La pel·lícula acaba amb l'altra mà agafant les flors i agafant-les darrere de les seves pròpies reixes.
Genet no utilitza diàlegs a la seva pel·lícula, sinó que se centra en primers plans de cossos, cares, aixelles i penis. La pel·lícula també és rica en simbolisme, i tota la narració es pot llegir com un símbol del desig de consumació d'amor entre dues persones, realitzat en part a través de la intervenció voyeurista i sàdica d'una tercera.

## Repartiment
- Bravo com a pres més gran (sense acreditar)
- Lucien Sénémaud com a pres més jove (sense acreditar)
- Java com a presoner nu (sense acreditar)
- André Reybaz com a Guàrdia (sense acreditar)
- Coco Le Martiniquais com a segon presoner de ball (sense acreditar)

## Producció
Un chant d'amour va ser l'única pel·lícula que va dirigir l'escriptor francès Jean Genet. Es creia que Jean Cocteau va ser el director de fotografia de la pel·lícula.

## Controvèrsia i prohibició
| «                                                                       | Quan l'any 1966 la distribuïdora Sol Landau va intentar exposar la pel·lícula a Berkeley, Califòrnia, un membre del departament d'investigacions especials de la policia local li va informar que si continuava projectant-la, la pel·lícula "seria confiscada i el detingut el responsable". Landau va respondre iniciant el cas Landau v. Fording (1966) en què pretenia mostrar l'obra de Genet sense assetjament policial. El Tribunal Superior del Comtat d'Alameda va veure la pel·lícula dues vegades i va declarar que "va revelar de manera explícita i vívida actes de masturbació, còpula oral, l'infame crim contra la natura [un eufemisme per a sodomia], voyeurisme, nuesa, sadisme, masoquisme i sexe... "El tribunal va rebutjar la demanda de Landau, condemnant encara més la pel·lícula com a "pornografia barata calculada per promoure l'homosexualitat, la perversió i les pràctiques sexuals morboses". De la mateixa manera, va ser rebutjada al Tribunal d'Apel·lació de Districte de Califòrnia, que va acceptar que Genet era un escriptor important, però va citar-la com una obra menor d'un període inicial i va declarar que al final no era "res més que pornografia dura i hauria de ser prohibida". Quan el cas va arribar al Tribunal Suprem dels Estats Units, la decisió es va confirmar una vegada més, en una decisió per curiam de 5-4 en què els jutges simplement van declarar que Un chant d'amour era obscena i no va oferir cap més explicació. | » |
| — Jonathon Green i Nicholas J Karolides, The Encyclopedia of Censorship | |   |

## Recepció crítica
Un chant d'amour ha estat descrita a The Queer Encyclopedia of Film & Television com "un dels primers i més notables intents de retratar la passió homosexual a la pantalla". Fernando F. Croce de Slant va escriure ""Una visió revolucionària de l'emancipació a través de la sensualitat, Un chant d'amour és una cançó d'amor universal i eterna." Jamie Rich de DVD Talk la va anomenar "una pel·lícula eficaç, tot i que una mica maldestra i pretensiosa" que "encara és un experiment progressiu i interessant que val la pena el temps que un està disposat a dedicar-hi." Phil Hall de Film Threat va ser més crític, escrivint "treballar en un mitjà de cinema mut roba a Genet el llenguatge líric que va dominar el seu geni artístic i, en canvi, presenta una madeixa d'imatges que es torna cada cop més ximple a mesura que avança la pel·lícula. […] Estrictament de valor curiós, "Un chant d'amour" pot oferir als espectadors contemporanis poc més que algunes rialles gais no intencionades."
A Rotten Tomatoes la pel·lícula té un índex d'aprovació del 100% basat en les ressenyes de 8 crítics.

## Llegat
La pel·lícula ha estat citada com una influència per a molts cineastes gais, com ara Derek Jarman, Andy Warhol i Paul Morrissey.